# 马克威尔 (肯塔基州)
马克威尔（英語：Mackville），是美国肯塔基州的一座城市。面积约为1平方公里（0.4平方英里）。根据2010年美国人口普查，该市的人口为222人。